# Snillen snackar
Snillen snackar var ett svenskt underhållningsprogram i TV4 som gick ut på att lista ut betydelsen av ovanliga ord som tittarna skickade in. Programmet startade 4 januari 2009. Programledare var Carina Berg och medverkande i programmet var bland andra Annika Lantz, Anders Jansson, Helge Skoog och Morgan Alling.